# Томас, Дэнни (футболист, 1961)
Дэ́ниел Джо́зеф То́мас (англ. Daniel Joseph Thomas; 12 ноября 1961) — английский футболист, правый защитник. Выступал за футбольные клубы «Ковентри Сити» и «Тоттенхэм Хотспур», также за сборную Англии.

## Клубная карьера
Томас дебютировал в основном составе «Ковентри Сити» в сезоне 1979/80. Был быстрым и талантливым игроком, по технике напоминая бразильских футболистов. Изначально играл в роли полузащитника, но закрепился на позиции правого крайнего защитника. Провёл за клуб 130 матчей и забил 6 голов с 1978 по 1983 год.
В июне 1983 года перешёл в «Тоттенхэм Хотспур», заплативший за его переход 250 тысяч фунтов. 27 августа 1983 года дебютировал за «шпор» в игре против «Ипсвич Таун». В сезоне 1983/84 помог «шпорам» выиграть Кубок УЕФА, обыграв в финальном матче бельгийский «Андерлехт». Всего провёл за «Тоттенхэм Хотспур» 116 матчей и забил 1 гол. В 1987 году получил серьёзную травму колена, от которой не смог восстановиться и в 1988 году был вынужден завершить карьеру в возрасте 26 лет.

## Карьера в сборной
С февраля 1981 по май 1984 года провёл семь матчей за сборную Англии до 21 года. Томас является единственным английским футболистом, дважды выигравшим чемпионат Европы среди игроков до 21 года (в 1982 и 1984).
12 июня 1983 года дебютировал за главную сборную Англии в матче против сборной Австралии. Через неделю провёл свою вторую (и последнюю) игру за национальную команду, также против Австралии.

## Физиотерапия
Из-за раннего завершения карьеры футболиста в связи с травмой он получил диплом по физиотерапии. Работал физиотерапевтом в клубе «Вест Бромвич Альбион», затем организовал частную практику в Ковентри, после чего переехал во Флориду.

## Достижения
«Тоттенхэм Хотспур»
- Обладатель Кубка УЕФА: 1983/84

Сборная Англии (до 21 года)
- Победитель чемпионата Европы (до 21 года): 1982, 1984

Личные достижения
- Член «команды года» Первого дивизиона по версии PFA: 1982/83
- Игрок года ФК «Ковентри Сити»: 1981, 1982
- Член Зала славы ФК «Ковентри Сити»[2]